# Nieuw-Loosdrecht
Nieuw-Loosdrecht est une ville de la province de Hollande-Septentrionale aux Pays-Bas. Elle fait partie de la commune de Wijdemeren.
Nieuw-Loosdrecht compte 6 640 habitants (2005).